# 20e Luftwaffen-Felddivisie
De Duitse 20e Luftwaffen-Felddivisie (Duits: 20. Luftwaffen-Feld-Division) was een Duitse infanteriedivisie tijdens de Tweede Wereldoorlog. De divisie was een jaar lang deel van de bezettingsmacht in Denemarken. In mei 1944 ging de divisie naar Italië en werd daar in herfst 1944 vernietigd.

## Geschiedenis

### Oprichting en inzet in 1943
De 20e Luftwaffen-Felddivisie werd op 8 maart 1943 gevormd op Oefenterrein Munsterlager door het XIII. Fliegerkorps uit overtollig Luftwaffe-personeel. In juli 1943 werden de resten van Flieger-Regiment 23 toegevoegd.
Na drie maanden training werd de divisie overgebracht naar Denemarken en ingezet als bezettingsmacht in Jutland, met de nadruk op Aalborg. 

### Overgenomen in hetHeer
Op 1 november 1943 werd de divisie bij Aalborg overgenomen door het Heer en kreeg de benaming 20e Felddivisie (L) (Duits: 20. Feld-Division (L)), waarbij de L voor Luftwaffe stond. In het algemeen werd (ook in officiële documentatie) de naam 20e Luftwaffen-Felddivisie verder gevoerd. Hierbij moest de divisie zijn 3e Afdeling (III. Abt., (Flak)) van het artillerieregiment afstaan. Deze bleef in de Luftwaffe en werd I./Flak-Regiment 48. 

### Inzet 1944
De divisie werd tot 17 november 1943 omgevormd in een Radfahr-Verband (eenheid op fietsen) en werd daarna de mobiele reserve van Befehlshabers der deutschen Truppen in Dänemark. Vanwege de steeds slechter wordende situatie in het Italiaanse oorlogstheater werd de divisie in mei 1944 overgebracht naar Italië. Daar werden de aankomende delen aan het 14e Pantserkorps toegevoegd tussen Terracina en San Oliva en onmiddellijk verwikkeld in zware verdedigingsgevechten.

### 20e Luftwaffen-Sturmdivisie
Op 1 juni 1944 werd de divisie omgedoopt tot de 20e Luftwaffen-Sturmdivisie (Duits: 20. Luftwaffen-Sturm-Division). De divisie bevond zich in zware terugtrekkingsgevechten om Capranica, Vetralla, Tuscania en via Manziana naar het Meer van Bolsena en eindigde voorlopig in het Grosseto-gebied.
In juli en augustus 1944 werden delen van de ontbonden 19e Luftwaffen-Sturmdivisie overgenomen door de divisie. Op 30 augustus bijvoorbeeld werd I./Art.Rgt. 20 (L) opgeheven en werd I./Art.Rgt. 19 (L) de nieuwe I. Abteilung.
Daarna volgden operaties een verliesgevende terugtocht naar het Volterra-gebied. Hier werd de divisie uit het front gehaald en gebruikt om de kust tussen Viareggio en La Spezia te beschermen. Half september 1944 werd de divisie vervolgens overgebracht naar de Adriatische kust en ingezet tegen Britse eenheden in de gebieden Rimini en Santarcangelo di Romagna en ten zuiden van Cesena. In de herfst van 1944 volgden zware verdedigingsgevechten langs de Via Aemilia naar Faenza. Op 12 oktober 1943 werd de divisiecommandant, Generalmajor Crisolli, het slachtoffer van een partizanenaanval bij Modena. Na verdere zware gevechten tussen Cesena en Forlì was de divisie totaal opgebrand.

### Einde
De 20e Luftwaffen-Sturmdivisie werd op 28 november 1944 in Emilia-Romagna opgeheven. De infanterie van de twee Jäger-regimenten werden toegewezen aan de 26e Pantserdivisie. De rest van de divisie werd in de daaropvolgende maanden verdeeld over verschillende andere divisies.

## Slagorde
- Luftwaffen-Jäger-Regiment 39 (met drie bataljons)
- Luftwaffen-Jäger-Regiment 40 (met drie bataljons)
- Luftwaffen-Artillerie-Regiment 20 (met vier afdelingen)
- Panzerjäger-Abteilung der Luftwaffen-Feld-Division 20
- Luftwaffen-Pionier-Bataillon 20
- Radfahrer-Kompanie der Luftwaffen-Feld-Division 20
- Luftnachrichten-Kompanie der Luftwaffen-Feld-Division 20
- Versorgungseinheiten der Luftwaffen-Feld-Division 20

Vanaf 1 november 1943:
- Jäger-Regiment 39 (L) (met twee bataljons)
- Jäger-Regiment 40 (L) (met twee bataljons)
- Artillerie-Regiment 20 (L) (met drie afdelingen)
- Füsilier-Bataillon 20 (L)
- Feldersatz-Bataillon 20 (L)
- Panzerjäger-Abteilung 20 (L)
- Pionier-Bataillon 20 (L)
- Nachrichten-Abteilung 20 (L)
- Divisionseinheiten 20 (L)

## Commandanten
| Rang                                                                                 | Naam             | Begin             | Eind                |
| ------------------------------------------------------------------------------------ | ---------------- | ----------------- | ------------------- |
| Generalmajor                                                                         | Wolfgang Erdmann | 1 april 1943      | 5 april 1943        |
| Oberst                                                                               | Hermann Aue      | 5 april 1943      | augustus 1943       |
| Oberst vanaf 1 september 1943 Generalmajor                                           | Robert Fuchs     | augustus 1943     | 31 oktober 1943     |
| Oberst                                                                               | Erich Fronhöfer  | 1 november 1943   | 24 november 1943    |
| Generalmajor postuum met terugwerkende kracht vanaf 1 september 1944 Generalleutnant | Wilhelm Crisolli | 24 november 1943  | 12 september 1944 † |
| Generalmajor                                                                         | Erich Fronhöfer  | 15 september 1944 | 28 november 1944    |

Oberst Aue en Fronhöfer waren tijdelijk commandant.

## Bovenliggende bevelslagen
| Legerkorps                                      | Leger     | Legergroep     | Plaats/regio     | Begin                | Eind                 |
| ----------------------------------------------- | --------- | -------------- | ---------------- | -------------------- | -------------------- |
| Befehlshabers der deutschen Truppen in Dänemark |           |                | Jutland          | april 1943           | mei 1944             |
| 14e Pantserkorps                                | 14. Armee | Heeresgruppe C | Ligurische kust  | mei 1944             | medio september 1944 |
| 76e Pantserkorps                                | 10. Armee | Heeresgruppe D | Adriatische kust | medio september 1944 | 28 november 1944     |